# Hobro-stenen 2
Hobro-stenen 2 er en runesten, som blev fundet på kirkegården i Hobro i 1623. Ved Skonvigs besøg (o. 1627) stod stenen på Hobro kirkegård. 1654 skriver Meier, at den nu ligger i en posemagers gård ved kirkevolden, men i midten af 1800-tallet blev den opstillet ved den nye kirke. Senere blev den flyttet til Hobro museum, men nu har den plads i en mellemgang i biblioteket i Hobro.

## Indskrift
| Translitteration | : þuriʀ : risþi : stin : þoasi : aufti : karl : hin : kuþoa : fʀlaka : sin : harþ¶a : kuþoan : trʀk : |
| Transskription   | ÞōriR rēsþi stēn þa[nn]si øftiR Karl hinn gōða, fēlaga sinn, harða gōðan dræng.                       |
| Oversættelse     | Thore rejste denne sten efter sin fælle Karl den gode, en meget god dreng.                            |

Indskriften er ordnet i konturordning, som begynder i stenens nederste venstre hjørne og afsluttes i en tværbjælke midt på stenen. Den samme indskriftordning, som er helt usædvanlig for danske runesten, ses på Glenstrup-stenen 1, som er rejst af Thore efter hans far. Det er på grund af navnesammenfaldet og indskrifternes design meget sandsynligt, at disse to runesten er rejst af den samme Thore, men runeristerne har været forskellige personer, idet runernes udformning er forskellig. I Ås kirke i Västergötland findes en runesten, Vg 112, med nøjagtig samme indskrift som på Hobro 2. I disse to indskrifter anvendes yr-runen, R, både som konsonant /R/ og som vokaler /e/ og /æ/, hvilket også er usædvanligt for danske runesten, og som kun kendes fra én anden dansk runesten, nemlig Sdr. Vissing-stenen 1. I et lille område af Västergötland findes en mængde runesten med disse træk, hvilket sandsynliggør, at runeristeren har været svensk. Hobro 2 er den eneste danske runesten med personnavnet Karl. Navnet genfindes i en række svenske runesten.

## Galleri
- "Denne Runesteen staaer i det Sydlige Kirkegaards Steengiærde omtrent midt for Kirken i Hobroe. Den stod temmelig dybt i Jorden, og meget af Skriften var skiult af Jord og store Steen, som ieg maatte lade opkaste og afvælte. Steenen, som var bleg brunrød eller Kiødfarvet, syntes at være en Porphyr eller en haard og fiinkørnig Granit, paa den Side, hvor Rune-Skriften stod, var den ganske jevn og plan, samt fiin afsleben og poleret." skrev Søren Abildgaard i 1766
- Runestenen Vg 112 indmuret i kirkemuren i Ås